# 雲辺寺ロープウェイ
雲辺寺ロープウェイ（うんぺんじロープウェイ）は、香川県観音寺市の雲辺寺山に架かる四国ケーブル運営のロープウェイである。

## 概要
1987年（昭和62年）3月28日 開業。山麓駅から山頂駅まで全長2,594m、高低差657mを毎秒10mのスピードで約7分間かけて運行されている。前方には瀬戸内海の燧灘と三豊平野を眼下に望み、遠くには瀬戸大橋や中国地方を眺望できる。山頂駅には四国八十八箇所の第66番札所雲辺寺があり、巡礼者の参拝で利用されている。隣接する雲辺寺山頂公園（四国ケーブル管理）には天空のブランコや天空のフォトフレームなどSNS映えするスポットが続々と誕生している。

## 駅および周辺
- 山麓駅（標高260m 北緯34度3分22.61秒 東経133度42分30.6秒）
  - 雲辺寺山登山口：山麓駅脇に登山口があり約2時間で山頂。
  - 句碑：雲辺寺77世宣昭「旅うれし只ひとすじに法の道」昭和62年3月27日建立。
  - 雲辺寺ヶ原史跡広場：約400haにおよぶ丘陵地帯で明治34年以来45年間山砲の射撃場でトーチカが残っている[2]。
- 山頂駅（標高916m 北緯34度2分12.6秒 東経133度43分22.0秒）
  - 四国八十八箇所第66番札所「雲辺寺」
  - 雲辺寺山頂公園：天空のブランコ、天空のフォトフレームなど
  - 毘沙門天展望館：標高927mの最高所に建つ。

## 特記事項
- 運行は年中無休。
- 山麓駅には団体客用バスに対応できる広い駐車場や飲食店、土産販売店が整備されている。
- 山麓駅付近の第二駐車場に2021年4月よりブルートレイン2両（オハネフ25 2209、206）が設置され、今後宿泊施設として活用される予定である。
- 雲辺寺納涼祭（毎年8月のお盆、会場：山麓駅駐車場）
- 山頂駅は鉄道事業法および軌道法に基づく路線の駅において、香川県内では最南端の駅である。

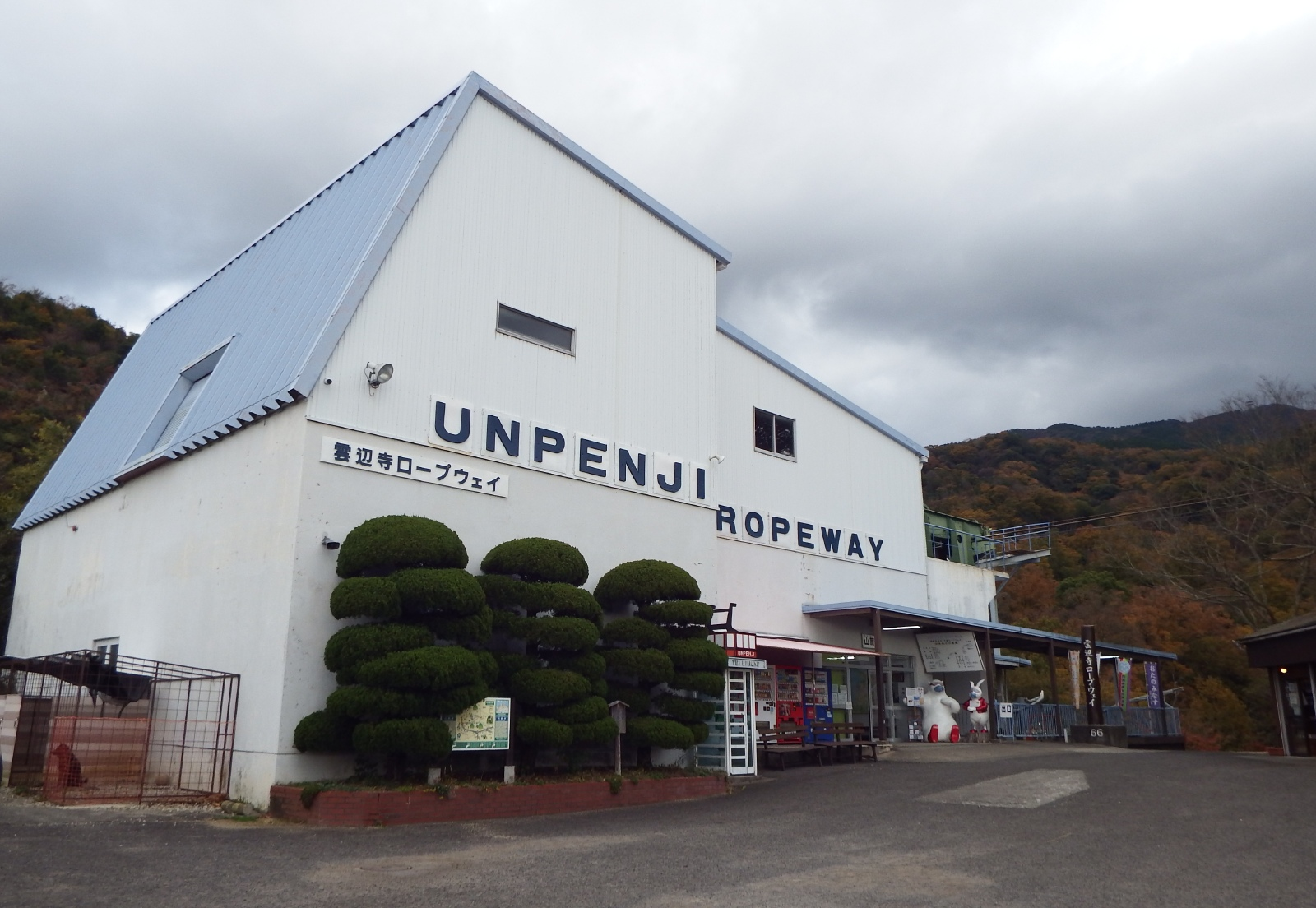
山麓駅
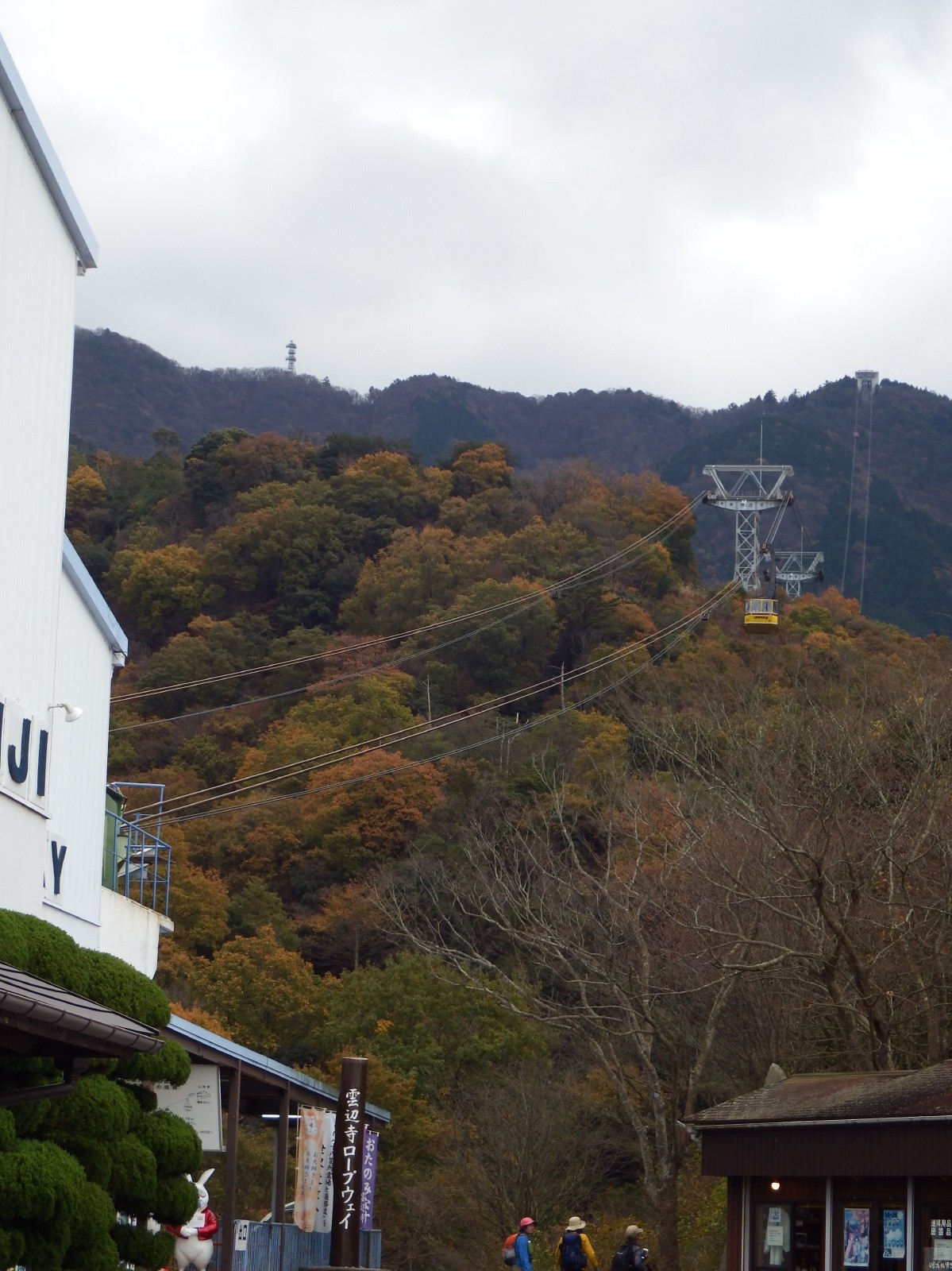
山麓駅
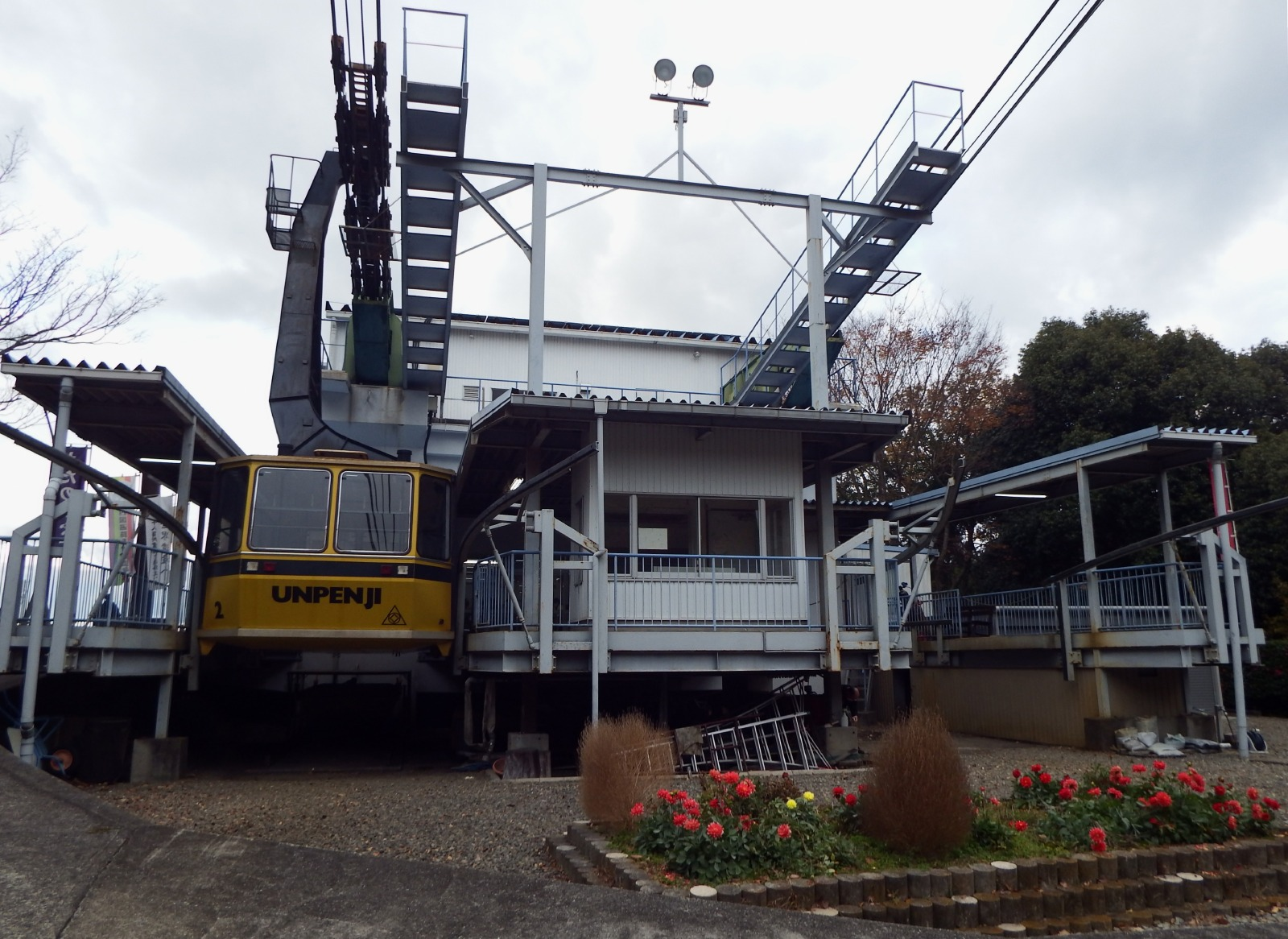
山麓駅
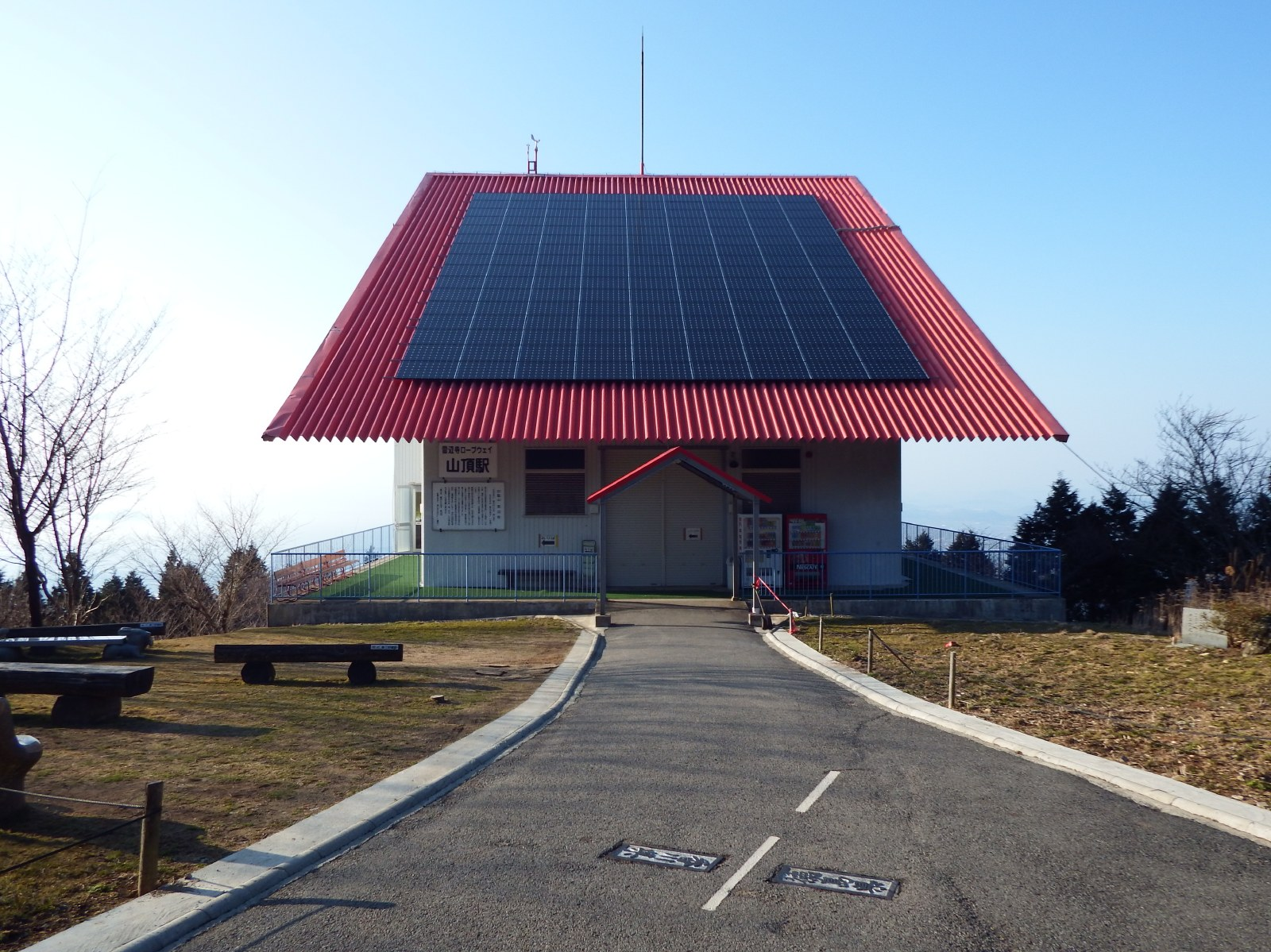
山頂駅
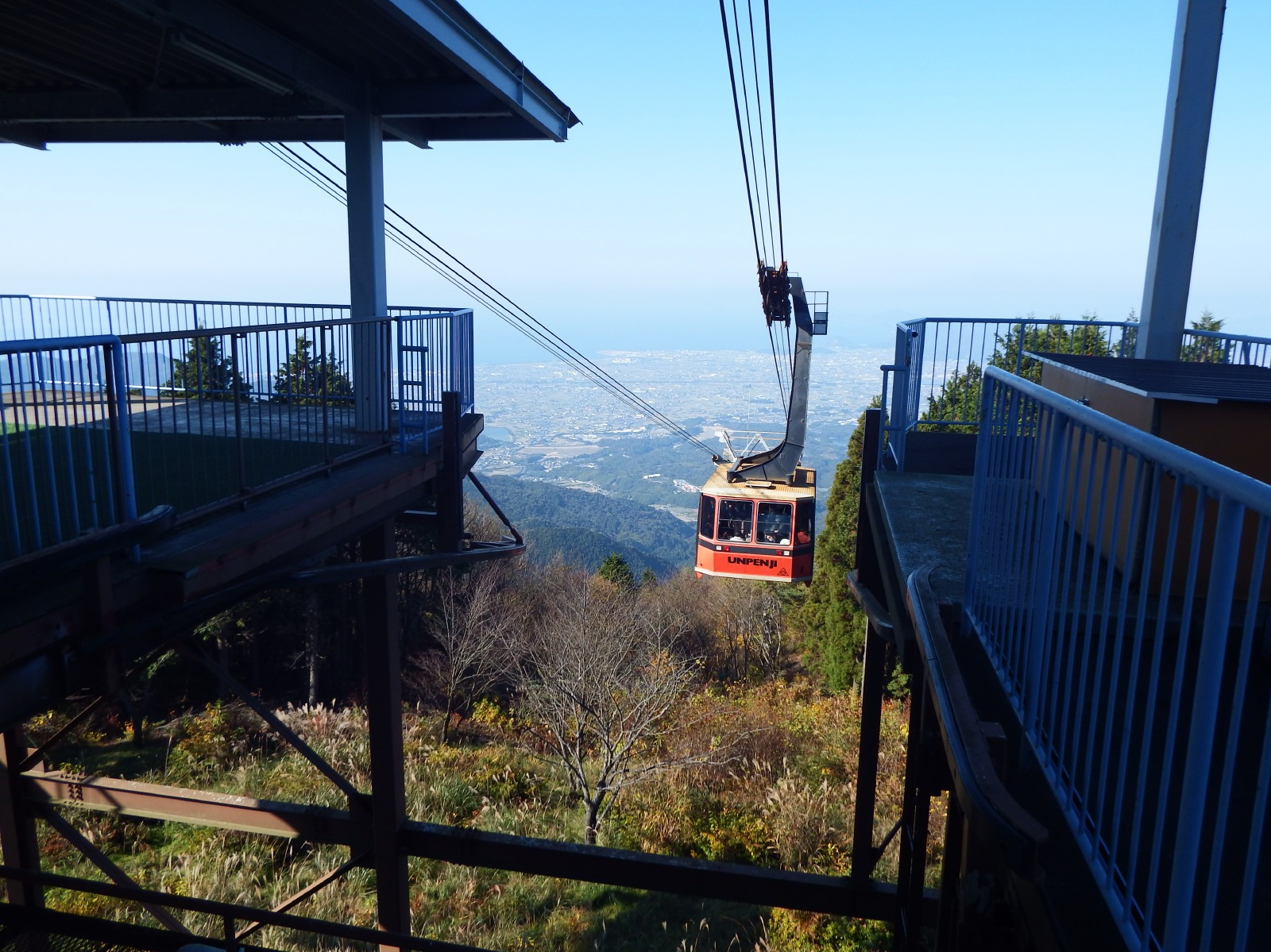
山頂駅
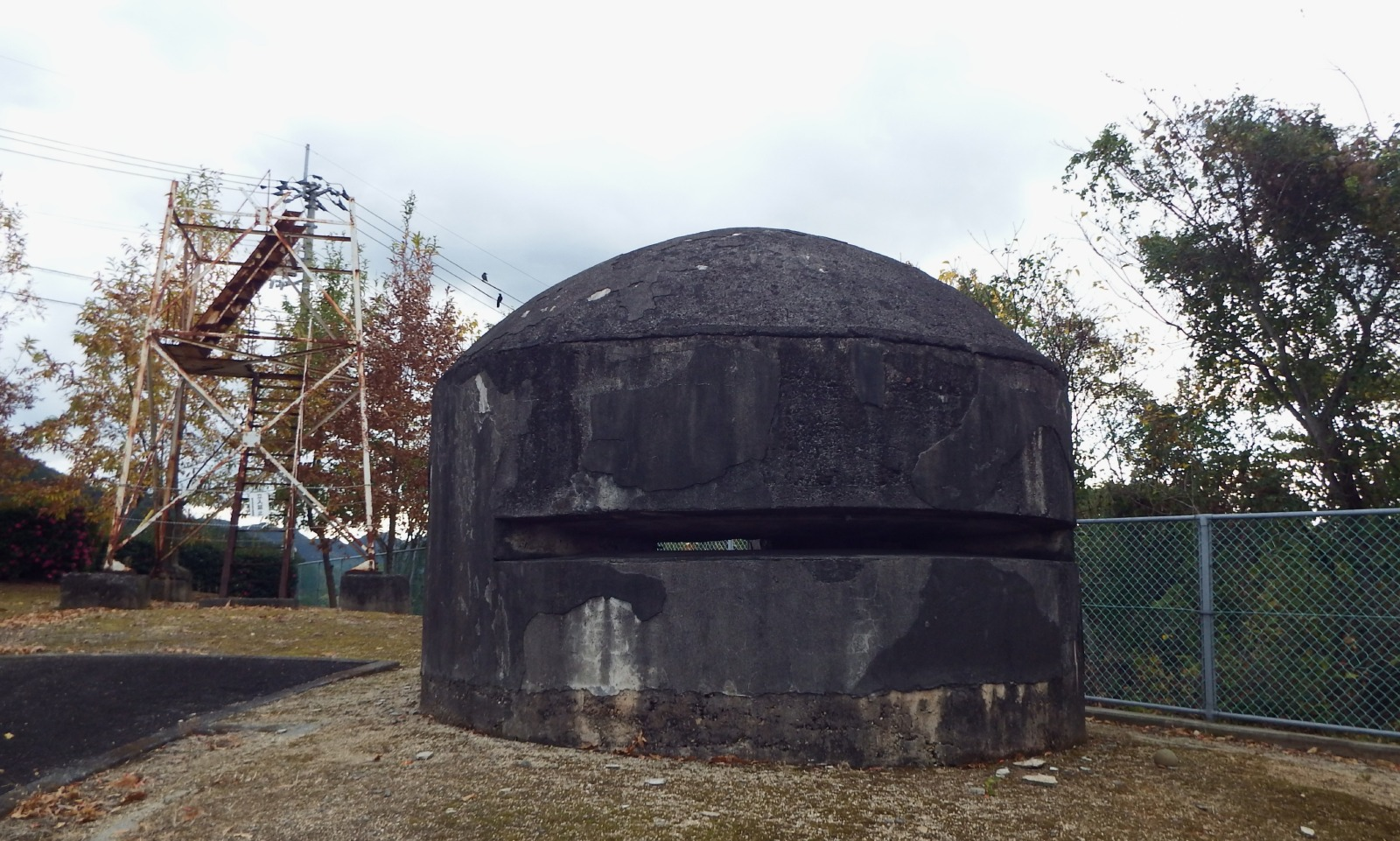
雲辺寺ヶ原のトーチカ

## 接続交通機関
- 山麓駅
  - 観音寺市のりあいバス
    - 観音寺駅または豊浜駅から五郷高室線で「谷上（教育センター）」下車徒歩40分（約3km）